# Vecinal (química)

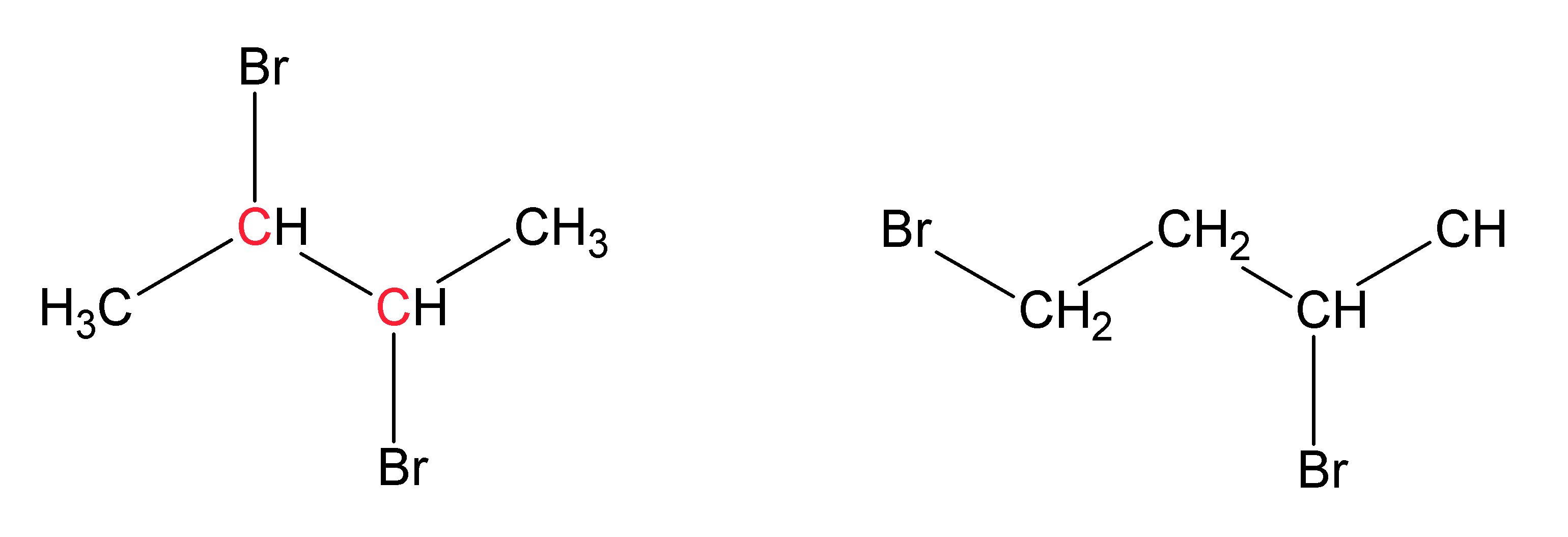
2,3-dibromobutano (izquierda) y 1,3-dibromobutano (derecha). Los carbonos que contienen grupos funcionales vecinales están marcados en rojo.

En química orgánica, vecinal (del latín vicinus = vecino) significa que dos grupos funcionales están enlazados a dos átomos de carbono adyacentes. Por ejemplo, la molécula 2,3-dibromobutano tiene dos átomos de bromo vecinales mientras que el 1,3-dibromobutano no.
De igual manera, en un gem-dibromuro el prefijo gem, una abreviatura de geminal, señala que ambos átomos de bromo están enlazados al mismo átomo. Por ejemplo, el 1,1-dibromobutano es geminal.
Como otros conceptos tales como sin, anti, exo o endo, la descripción vecinal ayuda a explicar cómo las diferentes partes de una molécula se relacionan entre ellas ya sea estructural o espacialmente. El adjetivo vecinal está en ocasiones restringido a aquellas moléculas con dos grupos funcionales idénticos. El término puede ser extendido también a sustituyentes en anillos aromáticos.